# Alex Archer
Pour les articles homonymes, voir Archer (homonymie).
Temple de la renommée britannique : 1993
Alexander Albert Archer (né le 1er mai 1908 à West Ham (Londres), mort le 15 juin 1979 à Exeter) est un joueur britannique de hockey sur glace.

## Carrière
Archer naît de parents écossais qui émigrent à Winnipeg, quand il a 3 ans. Archer y apprend à jouer au hockey sur glace et au football.
Il joue avec les Elmwood Maple Leafs dans la Ligue de hockey junior du Manitoba puis en senior avec les Winnipeg Native Sons, les Tacoma Tigers (saison 1930-1931) et trois ans avec les Selkirk Fishermen.
En plus d'avoir joué deux fois dans l'équipe de hockey sur glace des Manitoban All-Stars, Archer joue également dans son équipe de football contre des équipes de la Fédération de football de Galles en 1929 et une autre contre des équipes de la Fédération écossaise de football en 1935.
Archer retourne en Angleterre pour rejoindre les Lions de Wembley pour la saison 1935–1936, celle de la création de l'English National League. Il joue pour les Lions pendant les cinq saisons suivantes, marquant un total de 82 buts et 77 passes décisives. Archer est sélectionné dans l'équipe All-star A en 1938, 1939 et 1940.
Archer est sélectionné pour jouer pour l'équipe de Grande-Bretagne aux Jeux olympiques d'hiver de 1936 à Garmisch-Partenkirchen. Cependant, l'Association canadienne de hockey amateur porte plainte à la Fédération internationale de hockey sur glace, elle affirme qu'il n'est pas libéré de l'Association. L'IIHF suspend Archer pour la durée du tournoi. Le président de la CAHA, EA Gilroy, choisit de ne pas s'opposer à la veille des Jeux olympiques à la participation d'Archer comme un geste d'esprit sportif envers la Grande-Bretagne. Archer joue dans les sept matchs du tournoi et marque deux buts.
Il appartient aussi à l'équipe lors des championnats d'Europe et du monde en 1937 (médaille d'or européenne et médaille d'argent mondiale) et 1938 (médaille d'or européenne et médaille d'argent mondiale).
Archer joue 24 fois pour la Grande-Bretagne, marquant 14 buts et 10 passes décisives.
Pendant la Seconde Guerre mondiale, il fait partie de l'armée canadienne pendant quatre ans.
En raison d'une fracture du crâne lors d'un match de la Grande-Bretagne contre la Suède, la carrière de joueur d'Archer prend fin en mars 1946. Il devient entraîneur d'abord pour Wembley, puis pour les Nottingham Panthers et les Murrayfield Racers de 1952 à 1954. En tant qu'entraîneur à succès, il est sélectionné pour entraîner l'équipe All-star B en 1947, puis à nouveau en 1948. Il fait partie d'une liste pour être entraîneur de l'équipe de Grande-Bretagne aux Jeux olympiques de 1949, mais il privilégie les Wembley Monarchs.
Après sa carrière d'entraîneur, il devient gestionnaire de la patinoire de Murrayfield puis est imprimeur.
Archer est intronisé au Temple de la renommée du hockey britannique en 1993 en tant que membre de l'équipe nationale de 1936 pour ses services au hockey sur glace britannique.